# Hydraena mignymixys
Hydraena mignymixys är en skalbaggsart som beskrevs av Perkins 1980. Hydraena mignymixys ingår i släktet Hydraena och familjen vattenbrynsbaggar. Inga underarter finns listade i Catalogue of Life.